# Dioptis paracyma
Dioptis paracyma är en fjärilsart som beskrevs av Louis Beethoven Prout 1918. Dioptis paracyma ingår i släktet Dioptis och familjen tandspinnare. Inga underarter finns listade i Catalogue of Life.